# 肯内特·埃克曼
肯内特·埃克曼（瑞典語：Kenneth Ekman，1945年5月5日—），瑞典男子冰球运动员，场上位置是后卫。他曾代表瑞典国家队参加1972年冬季奥林匹克运动会冰球比赛，获得第4名。